# Krátká zbraň
Krátká zbraň je pojem používaný v zákoně o zbraních č. 119/2002 Sb. Podle zákonné definice je to palná zbraň, u které je délka hlavně do 300 mm včetně, nebo celková délka je pod 600 mm. Doplňujícím pojmem zastupující druhou skupinu je dlouhá zbraň. Rozdělení palných zbraní na dlouhé a krátké je určeno jen pro ruční palné zbraně.

## Jiná definice
Podle některých pramenů je původem tohoto dělení určení konstrukce zbraně pro střelbu za použití jedné ruky u krátkých zbraní, nebo naopak obou rukou u dlouhých zbraní.

## Chladné zbraně
V některých pramenech se lze setkat s použitím tohoto spojení i u chladných zbraní. Viz příklad odkazu na časopis Myslivost 2003 uvedený v externích odkazech. V tomto případě se jedná o použití ve významu přídavného jména krátký a nelze je zaměňovat s popisovanou kategorií.

## Příklady
Hlavními zástupci ve skupině krátkých zbraní jsou pistole a revolvery. Mezi krátké zbraně ale v souladu s definicí patří i zástupci jiných skupin zbraní. Existují krátké brokovnice, často označované jako lupara. Mezi krátké zbraně patří podle daných parametrů některé verze samopalů, zbraní kategorie PDW a dokonce také verze útočné pušky SCAR-L CQC.

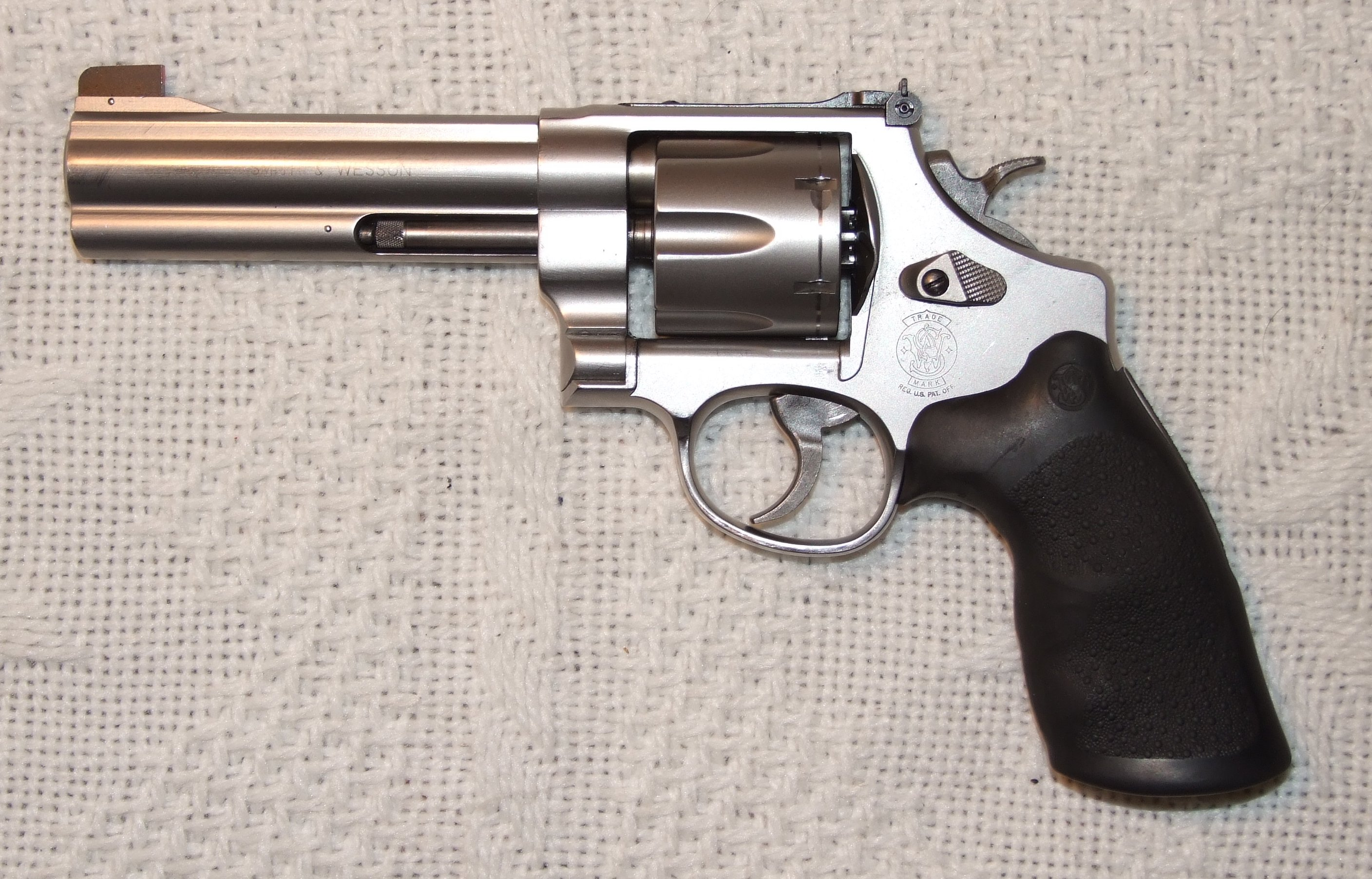
revolver Smith & Wesson Model 625
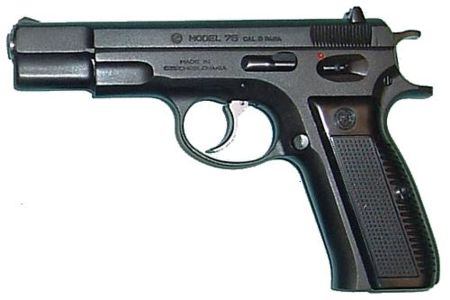
Samonabíjecí pistole CZ 75
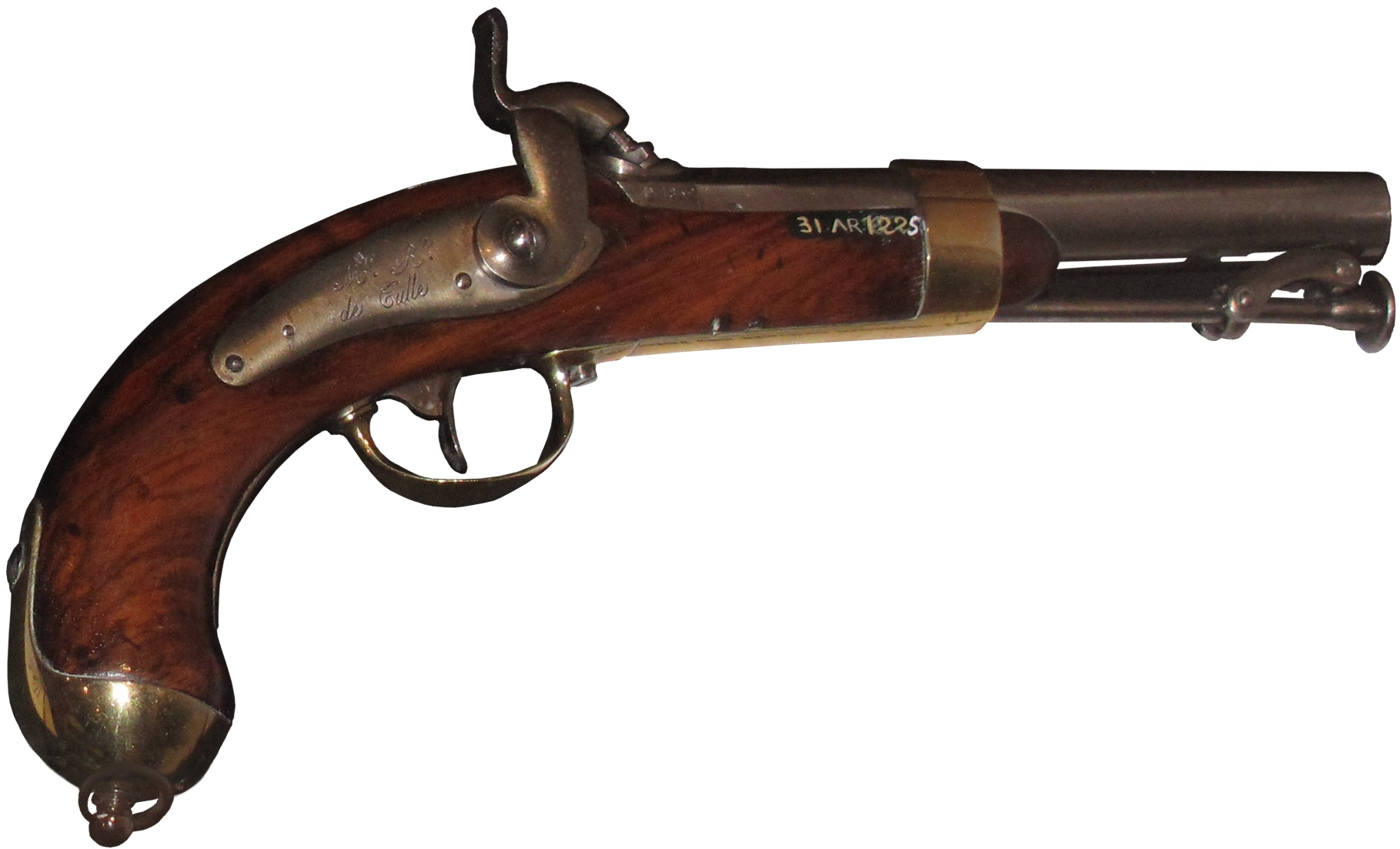
Historická pistole z 19. století
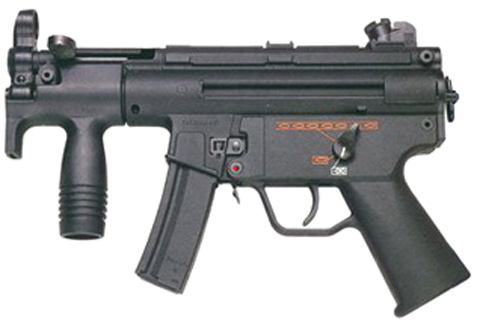
Samopal HKMP5K ve verzi patřící do kategorie krátká zbraň
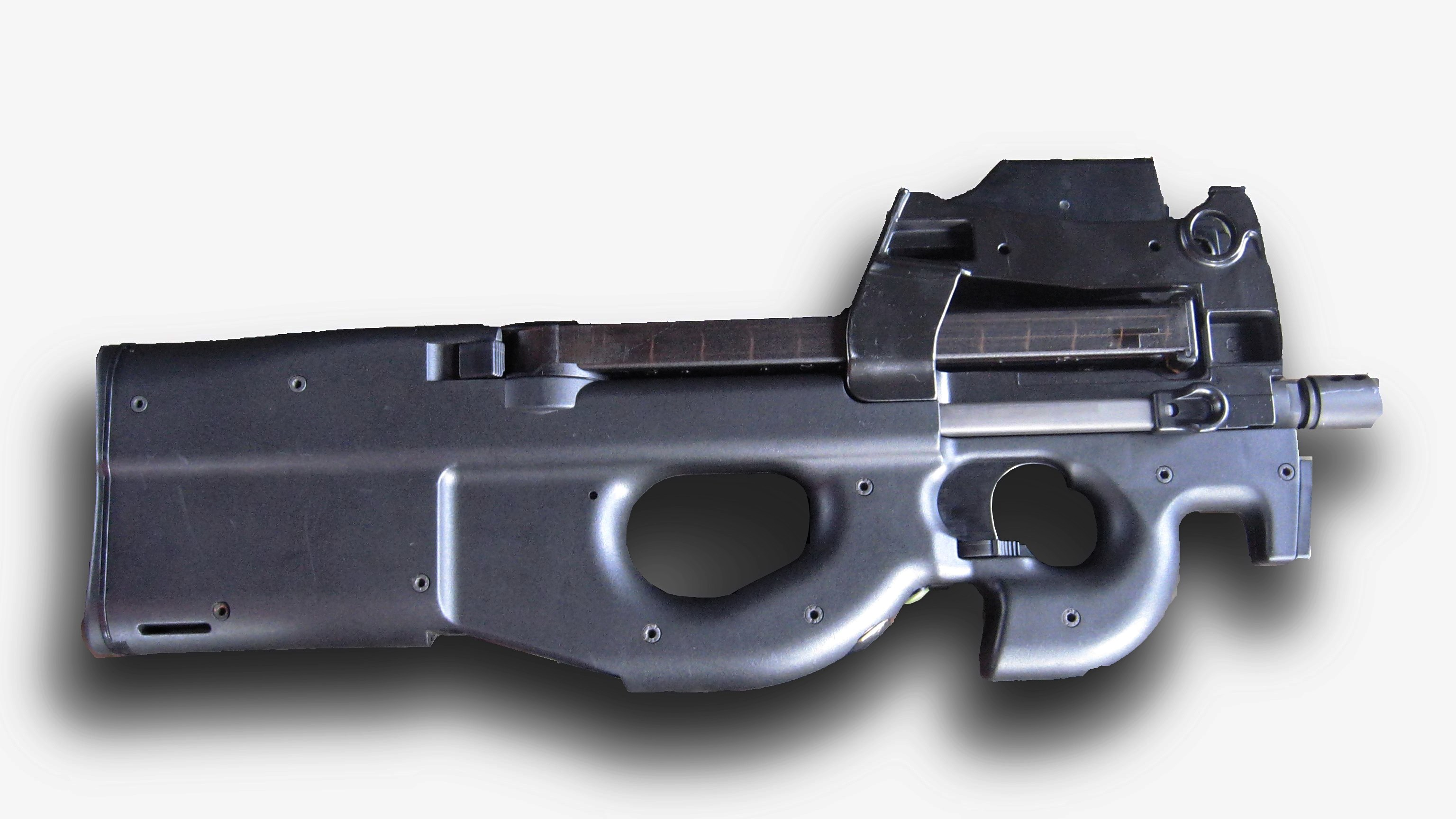
Zbraň kategorie PDW - FN P90
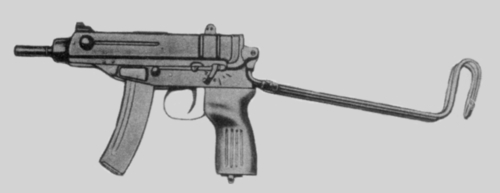
Český samopal Škorpion